# Sprättkniv

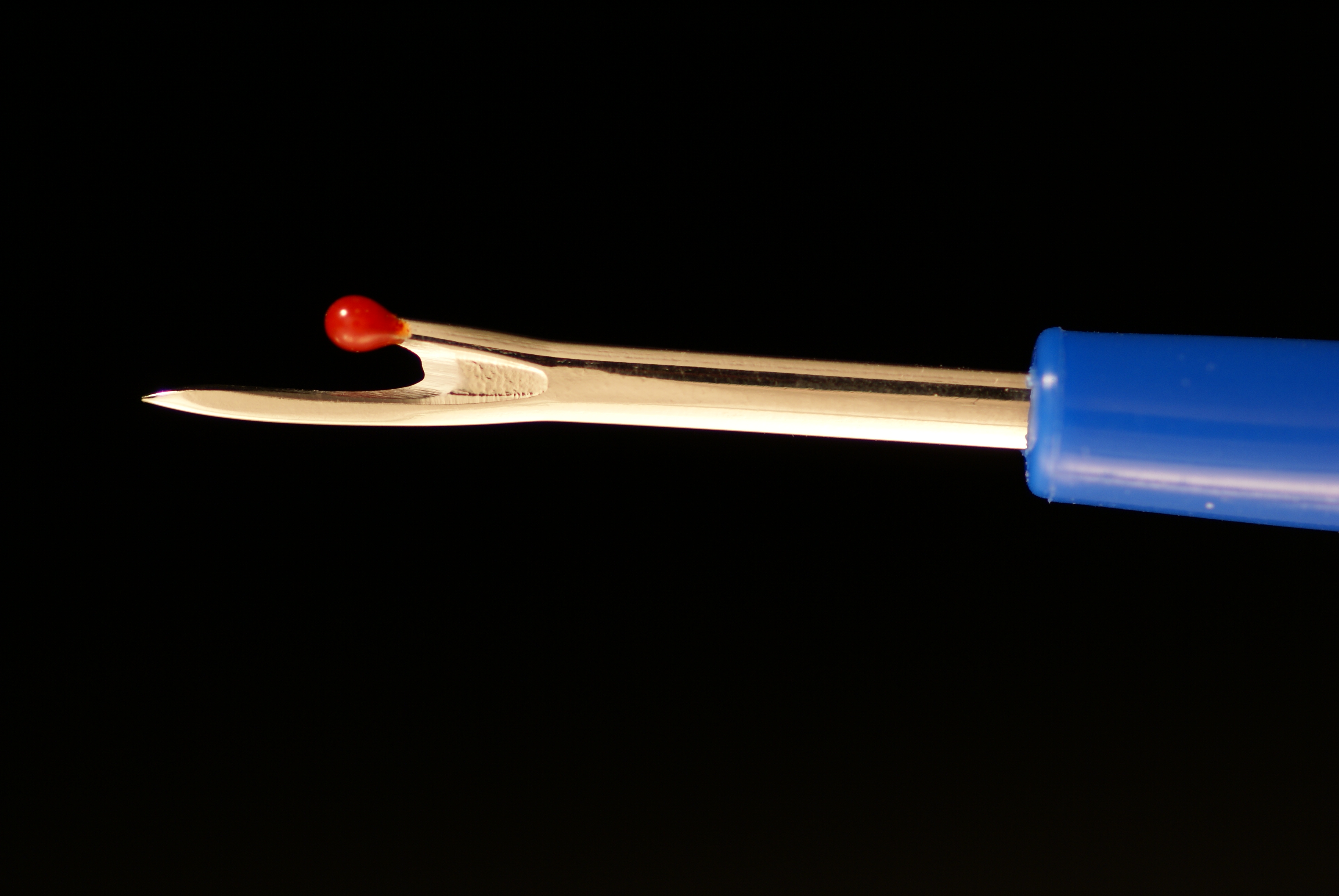

En sprättkniv är ett redskap som används inom sömnad. Med sprättkniven kan man skära upp, sprätta, en felaktig söm eller ta upp ett knapphål i tyget.
Sprättkniven är ett litet redskap, ofta inte mer än 7–8 cm lång. Den har vanligen ett blad i stål med en U-formad skärande egg. Den ena av U:ets ändar är utdragen i en vass spets, den andra är kort och ofta försedd med en liten röd glaskula för att man lättare ska se eggens position. Handtaget är numera vanligen i plast, men tillverkades tidigare i trä eller ben.